# 만주국의 국가

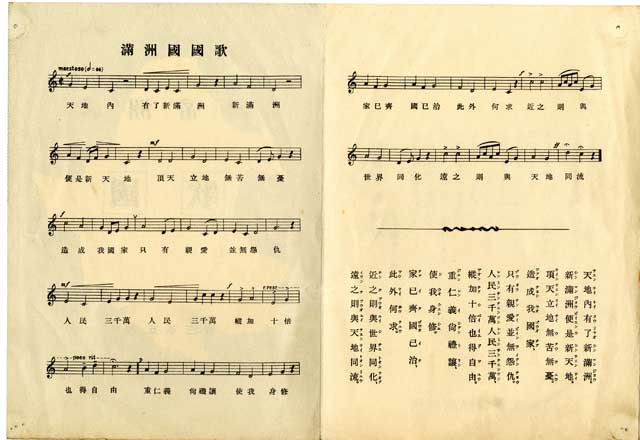

만주국의 국가로는 건국 이후 1933년 만들어진 만주국 건국가(滿洲國建國歌)와 1942년 만들어진 만주국 국가(滿洲國國歌) 두 가지가 있었다. 1932년 당시 야마다 고사쿠에 의해 작곡된 국가도 있었으나 거의 사용되지 않았다.
첫번째 곡은 정샤오쉬가 쓴 가사에 비교적 전문적이지 않은 여러 사람이 곡을 만들어 붙인 것으로, 본래 만주국 국가로 불렸으나 1942년에 새로운 국가가 만들어진 이후 "건국가"로 개칭되었다.
후자의 곡은 태평양전쟁에 돌입하고 만주국 건국 10주년을 맞는 상황에서 새로이 만들어진 것으로, 1941년 10월 장징후이를 회장으로 한 국가제정위원회에서 작곡가 야마다 고사쿠(山田耕筰)에게 작곡을 의뢰하여 만들어졌다. 이 곡은 1942년부터 1945년까지 쓰였으며, 중국어 가사와 일본어 가사가 함께 존재하였는데, 일본어 가사가 먼저 지어진 후에 이를 바탕으로 중국어 가사를 작사한 것이다. 1945년에 일본 제국의 패전과 함께 만주국도 해체되면서 이 곡들도 자연히 쓰이지 않게 되었다.

## 가사

### 1933-1942
| 중국어                       | 로마자 표기                             | 해석                                                      |
| ---------------------------- | --------------------------------------- | --------------------------------------------------------- |
| 天地內 有了新滿洲            | Tiāndìnèi yǒulexīnmǎnzhōu               | 천지 안에 새로운 만주                                     |
| 新滿洲 便是新天地            | xīnmǎnzhōu biànshìxīntiāndì             | 새로운 만주는 바로 신천지                                 |
| 頂天立地 無苦無憂 造成我國家 | dǐngtiānlìdì wúkǔwúyōu zàochéngwǒguójiā | 굳건한 자립정신 아래 굳건한 평화가 우리의 나라를 세웠도다 |
| 只有親愛竝無怨仇             | zhǐyǒuqīn'ài bìngwúyuànchóu             | 사랑이 넘치고 증오가 없는                                 |
| 人民三千萬 人民三千萬        | rénmínsānqiānwàn rénmínsānqiānwàn       | 3천만 인민, 3천만 인민                                    |
| 縱加十倍也得自由             | zòngjiāshíbèiyědézìyóu                  | 세상이 열번 바뀌어도 우리의 자유는 변치 않으리라          |
| 重仁義 尚禮讓 使我身修       | zhòngrényì shànglǐràng shǐwǒshēnxiū     | 인의와 예양으로 우리는 발전한다                           |
| 家已齊 國已治 此外何求       | jiāyǐqí guóyǐzhì cǐwàihéqiú             | 가정과 나라를 잘 다스리면 나는 바랄 것이 없네             |
| 近之則與世界同化             | jìnzhīzéyǔshìjiètónghuà                 | 세계와 동화되자                                           |
| 遠之則與天地同流             | yuǎnzhīzéyǔtiāndìtóngliú                | 미래에 우리는 천지의 물결에 참가하리라                    |

### 1942-1945
| 중국어                      | 로마자 표기                                            | 해석                                                       |
| --------------------------- | ------------------------------------------------------ | ---------------------------------------------------------- |
| 神光開宇宙 表裏山河壯皇猷   | Shen guang kai yuzhou, biaoli shanhe zhuang huang you, | 신의 빛이 우주를 비추고 황제의 다스림은 산하를 튼튼히 하네 |
| 帝德之隆 巍巍蕩蕩莫與儔     | Ti'de zhi long, weiwei dangdang muo yu chou            | 높은 황제의 덕은 어떤것과도 견줄 수 없네                   |
| 永受天祐兮 萬壽無疆薄海謳   | Yong shou tian you xi, wanshouwujiang bo hai xu        | 영원히 하늘의 인도를 받으며 만수무강하리라                 |
| 仰贊天業兮 輝煌日月侔       | Yang zan tian ye xi, huihuang yi yue mou               | 하늘의 성스런 일을 해낸다면 그 영광은 해와 달과 같으리     |
| 일본어                      | 로마자 표기                                            | 해석                                                       |
| おほみひかり あめつちにみち | Oomi hikari ametsuchi ni michi                         | 찬란한 폐하의 빛이 천지에 가득하여                         |
| 帝德は たかくたふとし       | Teitoku wa takaku toutoshi                             | 폐하의 덕은 높고 숭고하도다                                |
| とよさかの 萬壽ことほぎ     | Toyosaka no banju kotohogi                             | 넘치는 영광이 오래 가기를 기원하며                         |
| あまつみわざ あふぎまつらむ | Amatsumiwaza aogimatsurann                             | 하늘의 대업을 우러러 모시리                                |